# マッチルーム・スポーツ

マッチルーム・スポーツ (Matchroom Sport) は、イングランドのスポーツイベントプロモーション会社。エセックス・ブレントウッドに拠点を持つ。1982年にバリー・ハーンによって設立され、現在はバリーの息子のエディー・ハーンが会長を務めている。ストリーミング配信サービス・DAZNとグローバル配信契約を結んでいる。

## 概要
1982年にスティーブ・デイビスなどのスヌーカーの選手をマネージメントする会社としてバリー・ハーンによって創立される。
その後、ボクシング、ダーツ、ビリヤード、ボウリング、ゴルフ、卓球、釣り、ポーカー、体操等の数多くのスポーツイベントをプロモートする会社に拡大。
2001年、プロフェッショナル・ダーツ・コーポレイションの過半数の株式を取得した。
2002年、PGAと提携してPGAユーロプロツアーを設立した。
2009年、バリー・ハーンがワールド・スヌーカー・ツアーの筆頭株主となった。
2021年4月20日、バリー・ハーンが会長を辞職し、息子のエディー・ハーンが後を継いで会長に就任した。
2023年6月までの通年決算は、マッチルーム・ボクシングが、売上が100896255ポンド（約194億円）、純利益が10377776ポンド（約19億円）、プロフェッショナル・ダーツ・コーポレイションが、売上が48719394ポンド（約93億円）、純利益が11880028ポンド（約23億円）、ワールド・スヌーカーが、売上が29158372ポンド（約56億円）、純利益が1369521ポンド（約2億6千万円）となっており、マッチルーム・スポーツ全体では、売上が280773518ポンド（約537億円）、純利益が33796078ポンド（約64億円）となっている。

### ボクシング
1987年にフランク・ブルーノ vs. ジョー・バグナーでボクシングに進出した。
2008年4月、8人制のワンデイトーナメント興行「プライズファイター」を開始した。
2017年11月からマッチルーム・スポーツ・USAを設立してアメリカへ本格進出(ニューヨークのワン・ワールド・トレード・センターにアメリカの拠点を置いている)。2018年5月10日にはパフォーム・グループと8年間・10億ドル（約1100億円）の契約で合弁会社マッチルーム・ボクシング・USAを設立し、試合をDAZNで独占配信することを発表した。

#### 日本進出
2023年9月28日、NSN（日本にも支店を持つスペインのスポーツマネージメント会社で、日本での興業をマッチルーム・スポーツとともに共同主催）及び楽天チケットとパートナーシップ契約を締結し、翌2024年より3年間に渡り日本で年3回、合計9回の主催興行を開催することを発表した。2024年1月31日、亀田興毅率いる3150FIGHTと1年契約のパートナーシップ契約を結び、日本で行われる3150FIGHT興行において、トーナメントの優勝者が3試合合計で100万ドル（約1億4750万円）の賞金を獲得できる日本版プライズファイター（プライズファイターは元々はワンデイトーナメント形式だが、日本ボクシングコミッション（JBC）が選手の1日の複数試合及び3ラウンド制を禁止しているため、3大会に分けての開催となった）を共同開催することを発表した。しかし、楽天チケット側と契約面で折り合いがつかず開催が延期となった。2024年6月3日、3150FIGHT及び配信会社ABEMAとの提携を解消し、代わりに渡嘉敷ジム会長の渡嘉敷勝男がプロモーターとなり開催することを発表した。2024年7月15日、大和アリーナにて日本初進出興行が開催されプライズファイターの1回戦4試合が行われたが、結局BS系テレビ局・配信会社との交渉がまとまらず海外ではDAZNで配信されたが日本での放送・配信は無かった。

#### 主な契約ボクサー

##### 現契約ボクサー
※（USA）と表記しているのはマッチルーム・スポーツ・USAの所属選手であり、表記が無いものはマッチルーム・スポーツの所属である。
- アンソニー・ジョシュア
- ディミトリー・ビボル（ワールドボクシングと共同プロモート）（USA）
- シャクール・スティーブンソン（トップランクから移籍）（USA）[24]
- ジャロン・エニス（USA）
- ディリアン・ホワイト
- ジェイ・オペタイア（タスマン・ファイターズと共同プロモート）（USA）
- イスラエル・マドリモフ（ワールドボクシングと共同プロモート）（USA）
- ジェシー・ロドリゲス（USA帝拳と共同プロモート）（USA）[25]
- ジャック・カテラル（BOXXERから移籍）[26]
- リアム・パロ（USA）
- レジス・プログレイス（USA）
- リチャードソン・ヒッチンズ（メイウェザー・プロモーションズから移籍）（USA）
- リー・ウッド
- レイモンド・フォード（USA）
- ジョージ・カンボソス・ジュニア（ディベイラ・エンターテインメント、フェローシス・プロモーションと共同プロモート）（USA）[27]
- フィリップ・フルゴビッチ（ワッサーマン・ボクシングと共同プロモートから後にマッチルームとの契約に完全移行）[28]
- シャハラン・ギヤソフ（ワールドボクシングと共同プロモート）（USA）[29]
- アンディ・クルス（USA）
- サニー・エドワーズ（プロベラムから移籍）
- シベナティ・ノンティンガ（USA）
- ファン・フランシスコ・エストラーダ（サンフェル・プロモーションズと共同プロモート）（USA）
- ムロジョン・アフマダリエフ（ワールドボクシングと共同プロモート）（USA）
- ガラル・ヤファイ（東京五輪フライ級金メダル）[30]
- エドガー・ベルランガ（トップランクから移籍）（USA）[31]
- ジャスティス・フニ（タスマン・ファイターズと共同プロモート）（USA）
- コナー・ベン
- カラム・スミス
- ビリー・ジョー・ソーンダース
- ジョシュ・ワーリントン
- ジョー・コルディナ
- マウリシオ・ララ（USA）
- パット・マコーマック（東京五輪ウェルター級銀メダル）
- ケイティー・テイラー
- スカイ・ニコルソン（USA）
- アリシア・バウムガードナー（USA）

##### 元契約ボクサー
- クリス・ユーバンク
- ナイジェル・ベン
- レノックス・ルイス
- ナジーム・ハメド
- スティーブ・コリンズ
- ハービー・ハイド
- カール・フローチ
- アミール・カーン
- ケル・ブルック
- デレック・チゾラ
- トニー・ベリュー
- オレクサンドル・ウシク（K2プロモーションズと共同プロモート、スキル・チャレンジ・プロモーションズへ移籍)[32]
- デヴィン・ヘイニー（デヴィン・ヘイニー・プロモーションズと共同プロモート）（USA）[33]
- ミゲル・アンヘル・ガルシア（USA）[34]
- ジョセフ・パーカー（USA）
- アルツール・ベテルビエフ（USA）[35][36]
- デメトリアス・アンドラーデ（USA）
- ダニエル・ジェイコブス（USA）
- シーサケット・ソー・ルンヴィサイ（ナコンルアン・ボクシング・プロモーションズと共同プロモート）（USA）
- 張志磊（クィーンズ・ベリー・プロモーションズへ移籍）（USA）[37]
- ジョシュア・ブアツィ（BOXXERへ移籍）[38]
- ローレンス・オコリー（BOXXERへ移籍）
- スブリエル・マティアス（フレッシュ・プロダクションズと共同プロモート）（USA）
- サウル・アルバレス（カネロプロモーションズと共同プロモート、TGBプロモーションズへ移籍)（USA）[39]
- ゲンナジー・ゴロフキン（USA）
- セシリア・ブレークフス (360プロモーションズと共同プロモート)
- 尾川堅一（帝拳プロモーションと共同プロモート）（USA）[40]
- 京口紘人（日本人初契約、ワタナベボクシングジムと共同プロモート）（USA）[41]
- デオンテイ・ワイルダー（TGBプロモーションズから移籍）（USA）[42]